# Свалявська улоговина

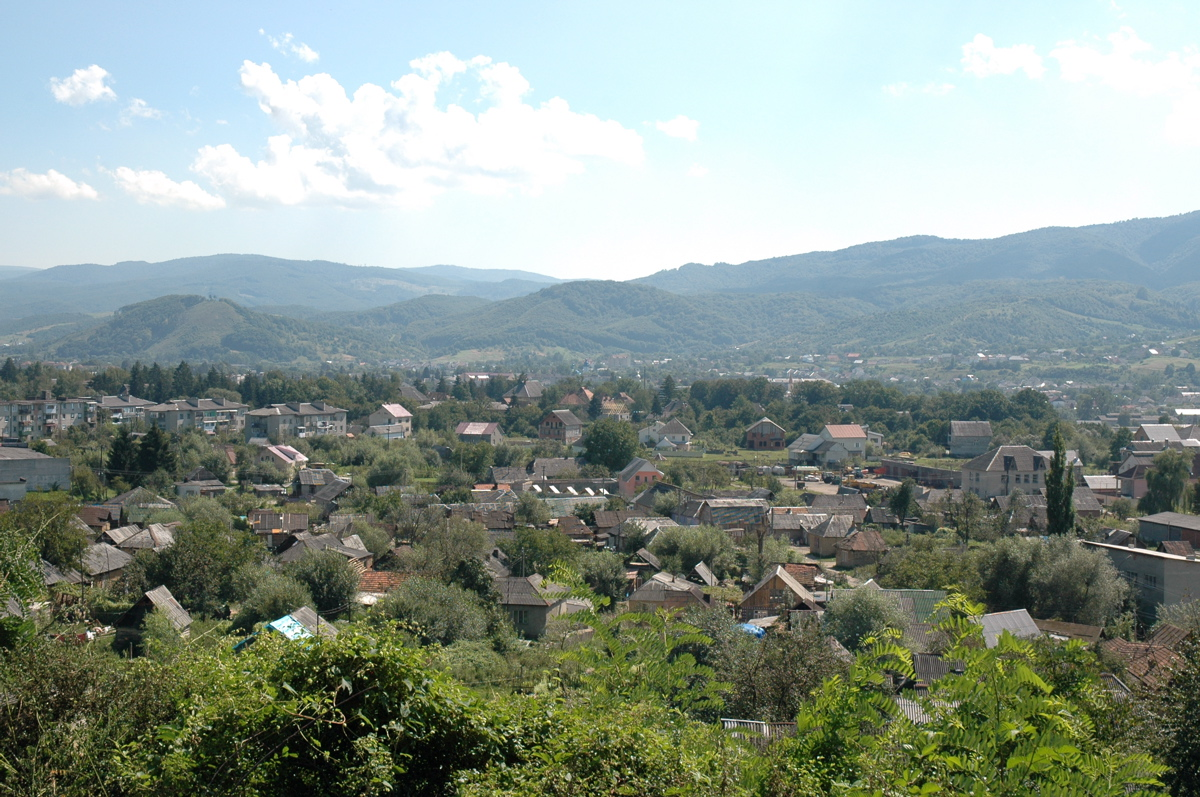
Вигляд на місто Сваляву і Свалявську улоговину

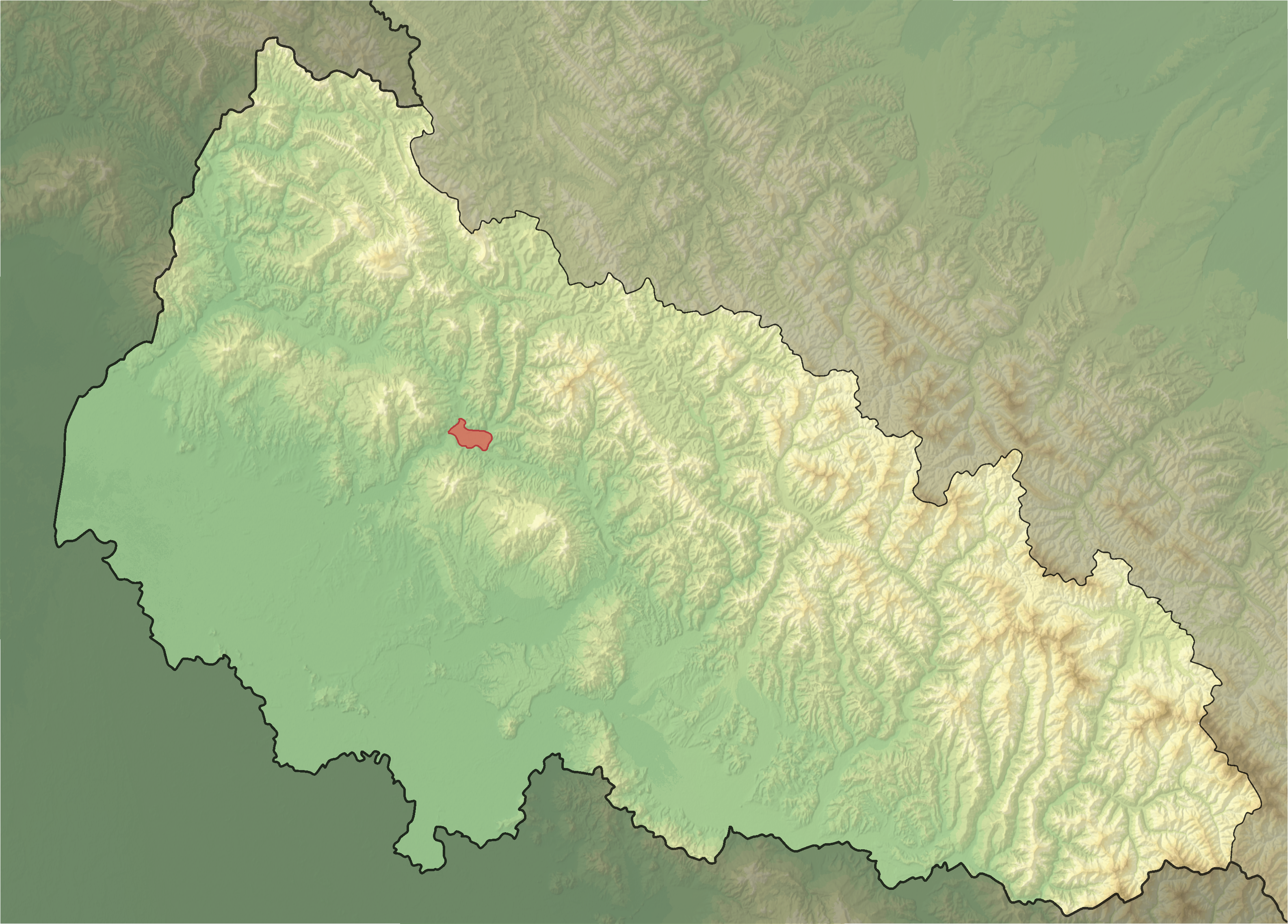
Свалявська котловина

Сваля́вська улого́вина — розширена частина Березне-Ліпшанської долини, у пониззі річок Пині та Свалявки (притоки Латориці), в межах Закарпаття.
Оточена Полонинським (з північного сходу) та Вулканічним (з південного заходу) хребтами. Протяжність 6—8 км із заходу на схід, 3—5 км з півночі на південь. Абсолютні висоти від 200 м (у центральній частині) до 400 м (на периферії). Поверхня плоско-хвиляста, нахилена до центральної частини улоговини, терасована. Верхня частина геологічного розрізу складається з порід флішу, перекритих алювіальними гравійно-гальковими відкладами та шаром лісоподібних порід.
Є поклади будівельних матеріалів та джерела мінеральних вод.
У межах Свалявської улоговини розташоване місто Свалява.